# Deutsche Werkstätten Hellerau
Deutsche Werkstätten Hellerau GmbH (DWH) est une entreprise de taille moyenne située à Dresde ( Hellerau ), active dans le domaine de la décoration d'intérieur. Le fondateur Karl Schmidt a pour objectif, au début du XXe siècle, de produire des meubles élégants au design minimaliste à prix abordable. Les ateliers sont pionniers dans la production mécanique de meubles modernes. La conception est confiée à des artistes renommés. Les ateliers se distancient rapidement des produits d'autres fabricants de meubles. L'entreprise survit à deux guerres mondiales et 40 ans de socialisme, durant lesquels les panneaux de particules sont recouverts de placage. 

## Histoire de l'entreprise

### 1898–1945

#### La fondation

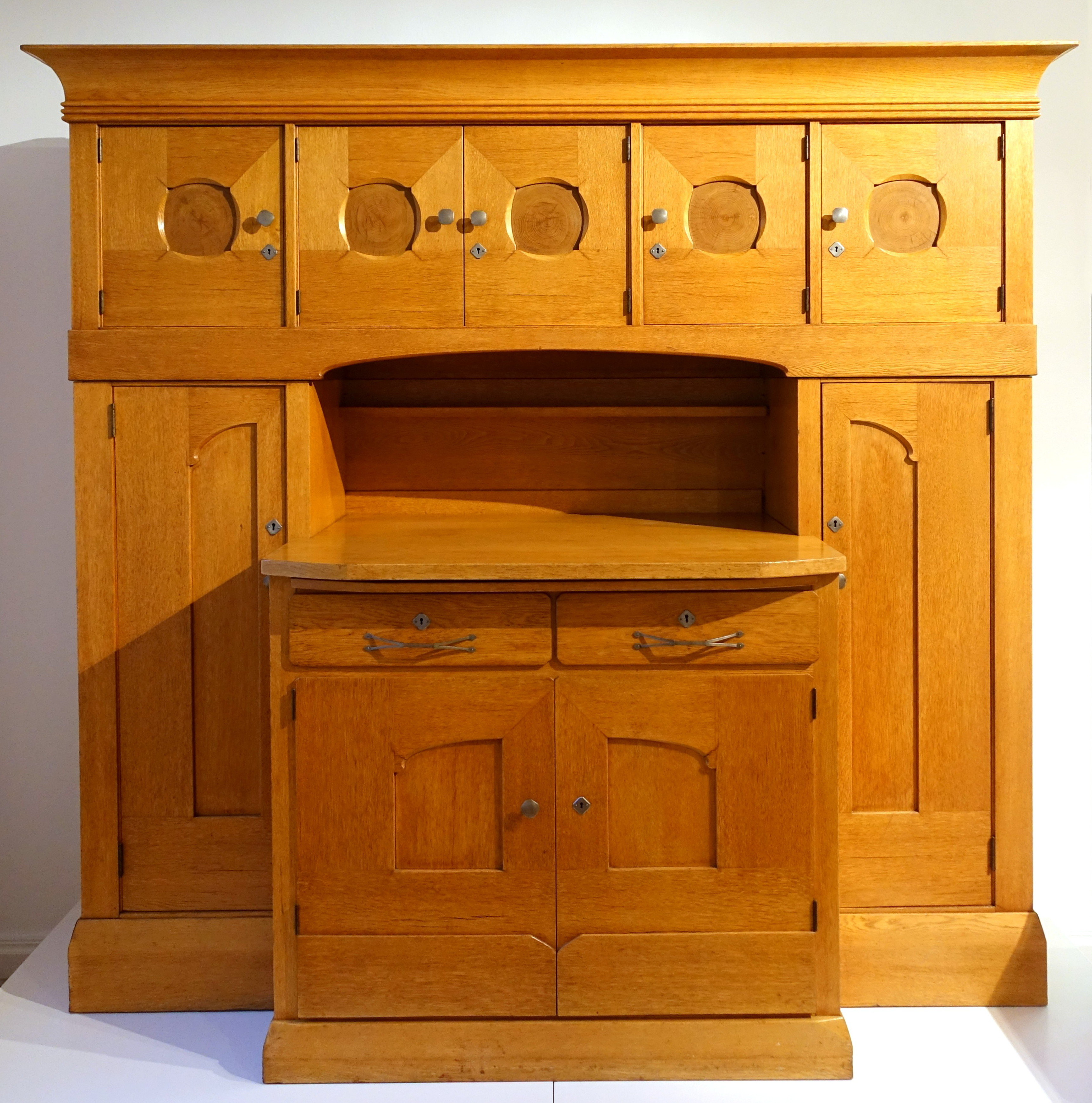
Buffet, conçu par Richard Riemerschmid, 1903

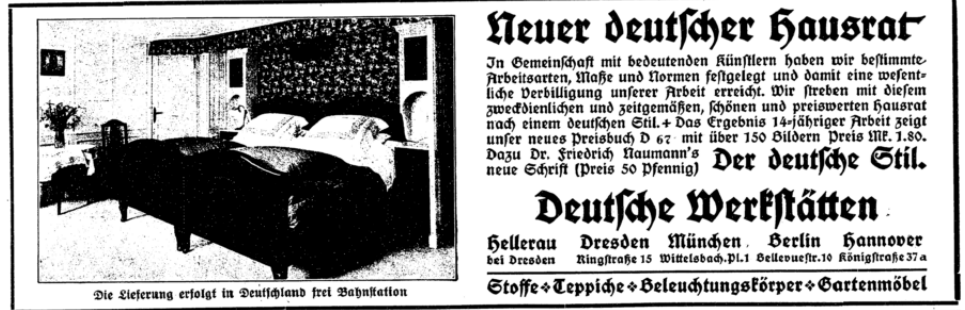
Nouveaux articles ménagers allemands (1912)

L'entreprise Deutsche Werkstätten Hellerau est fondée en 1898 par Karl Schmidt (de) (1873-1946)  sous le nom initial de Bau-Möbelfabrik und Fabrik kunstgewerblicher Gegenstände.
L'entreprise se développe rapidement et, après plusieurs changements de nom et des fusions avec d'autres sociétés, elle devient Deutsche Werkstätten für Handwerkskunst (Ateliers allemands d'artisanat) à partir de 1907, avec une direction bicéphale, Karl Schmidt à Dresde et Karl Bertsch à Munich. L'entreprise dispose de plusieurs points de vente dans différentes régions de l'Empire allemand,,.
Outre des articles sophistiqués fabriqués sur mesure, la gamme de l'entreprise comprend principalement des meubles fonctionnels, durables et abordables pour la classe moyenne. Des pièces individuelles sont également produites à la main à petite échelle. Les Deutsche Werkstätten sont les fabricants de meubles les plus importants du mouvement de réforme des arts et métiers en Allemagne. Ils font partie des membres fondateurs du Werkbund allemand,,.
Pour cette fabrication, Karl Schmidt a besoin d’employés formés et qualifiés et met en place une école technique et des ateliers de formation, dont le premier directeur est Joseph August Lux (de),.
De 1902 à 1937, l'entreprise participe à de nombreuses foires en Allemagne et à l’étranger (Milan, Turin, Paris, Bruxelles, St Louis). Elle obtient des prix et dépose des brevets. 
Deutsche Werkstätten Hellerau donne également leur place aux femmes qui commencent seulement ^à être reconnues dans le domaine de l'art et de l'artisanat. Entre 1898 et 1938, elle compte plus de cinquante femmes parmi son équipe créative, dont certaines figures comme Gertrud Kleinhempel et Else Wenz-Viëtor. Les catalogues de produits de DWH mentionnent même leur nom à côté de leurs designs, c'est alors une nouveauté qui permet une meilleure connaissance de leurs créations.

#### Maschinenmöbel
À partir de 1903, Richard Riemerschmid développe les Maschinenmöbel, des meubles à la fois abordables et esthétiques. Ils sont fabriqués en série, à la machine et peuvent être démontés et emballés facilement  avec un gain de place durant le transport. Les meubles sont composés d'éléments standards pouvant être combinés entre eux et assemblés simplement. Richard Riemerschmid accorde une grande importance à la combinaison d'une production la plus efficace possible avec un respect des normes esthétiques des Deutsche Werkstätten qui donne de l'importance à la forme claire, aux proportions et à l'utilisation consciente des matériaux. Au cours des premières années, l’utilisation de machines dans la fabrication est cachée. Le client doit recevoir un meuble qui, à première vue, ressemble à un produit artisanal traditionnel. Ce n’est qu’au milieu des années 1920 qu’une plus grande importance est accordée aux machines dans la production. Les meubles sont vendus en trois versions à prix différenciés d'abord sous le nom de « Dresdner Hausgeräte » puis Deutscher Hausgerät. Au moins vingt designers et designeuses travaillent à leur conception,. 
En 1906, le premier programme de meubles mécaniques au monde  est présenté à la Troisième exposition allemande des arts et métiers, sous le nom de Das dresdner Hausgerät. À partir de 1912, d'autres designers contribuent à ce programme. Le programme se poursuit jusqu'en 1925 et est alors remplacé par le programme Die billige Wohnung. 

#### Installation à Hellerau
Lorsque l'usine atteint sa limite de capacité, Karl Schmidt décide de construire de nouveaux bâtiments dans l'actuelle Dresde - Hellerau et de leur adjoindre la Cité jardin Hellerau (de) pour offrir des logements de bonne qualité, à prix abordables, aux ouvriers. La première pierre est posée en 1909 et la nouvelle usine est mise en service en 1910. À cette époque, les Deutsche Werstätten emploient 450 personnes,,.
Les bâtiments sont conçus par l'architecte Richard Riemerschmid, collaborateur de longue date de Karl Schmidt, et reflètent la forme de base d'un manoir. Les bâtiments sont conçus sur un plan d'étage similaire à une pince à vis et regroupés autour d'une cour. Les fonctions des bâtiments peuvent également être interprétées en fonction de l’effet de cette vis de serrage. Les bâtiments présentent les éléments typiques du style de Richard Riemerschmid, tels que les toits en croupe, l'utilisation partielle de colombages et une référence aux formes architecturales baroques.
Afin de réunir le capital nécessaire à la croissance de l'entreprise, celle-ci est transformée en société par actions en 1913 et devient Deutsche Werkstätten–AG. Rähnitz-Hellerau bei Dresden. La nouvelle société compte environ 600 employés,. 
Pendant la Première Guerre mondiale, la demande reste élevée. On vend surtout des stocks, car la conscription des ouvriers, les difficultés d'approvisionnement en matériaux et de production pour l'administration de l'armée liées à la guerre ne permettent pas une production régulière de meubles. La guerre perdue, les troubles révolutionnaires et l'hyperinflation de 1923 aggravent la situation économique de l'entreprise qui évite de justesse la faillite en 1930 et commence à produire des meubles modulaires en 1935. 

#### Les maisons de bois
Après la guerre, les logements et les matériaux de construction sont rares. Des maisons en bois à construction rapide, constituées d'éléments préfabriqués font leur apparition. Les Deutsche Werkstätten ouvrent, en 1921, un département pour la construction de maisons en bois et créent leur propre série, les Hellerauer Holzhäuser (maisons en bois de Hellerau). Il s’agit de maisons préfabriquées de différents modèles. Cette ligne de production est un succès au point qu'une rue de Hellerau devient une zone d'exposition avec des maisons modèles. Bruno Paul conçoit en 1925 le modèle De-We-Plattenhaus,.

#### Les catalogues
De nouvelles approches de marketing sont introduites. Des gammes de produits à bas prix pour le logement des travailleurs et des gammes de produits à prix plus élevés pour les ménages de la classe moyenne sont proposés simultanément. Les catalogues, connus sous le nom de Preisbuch, sont de grande qualité et comprennent également des articles sur les arts et l'artisanat. 

#### Die billige Wohnung

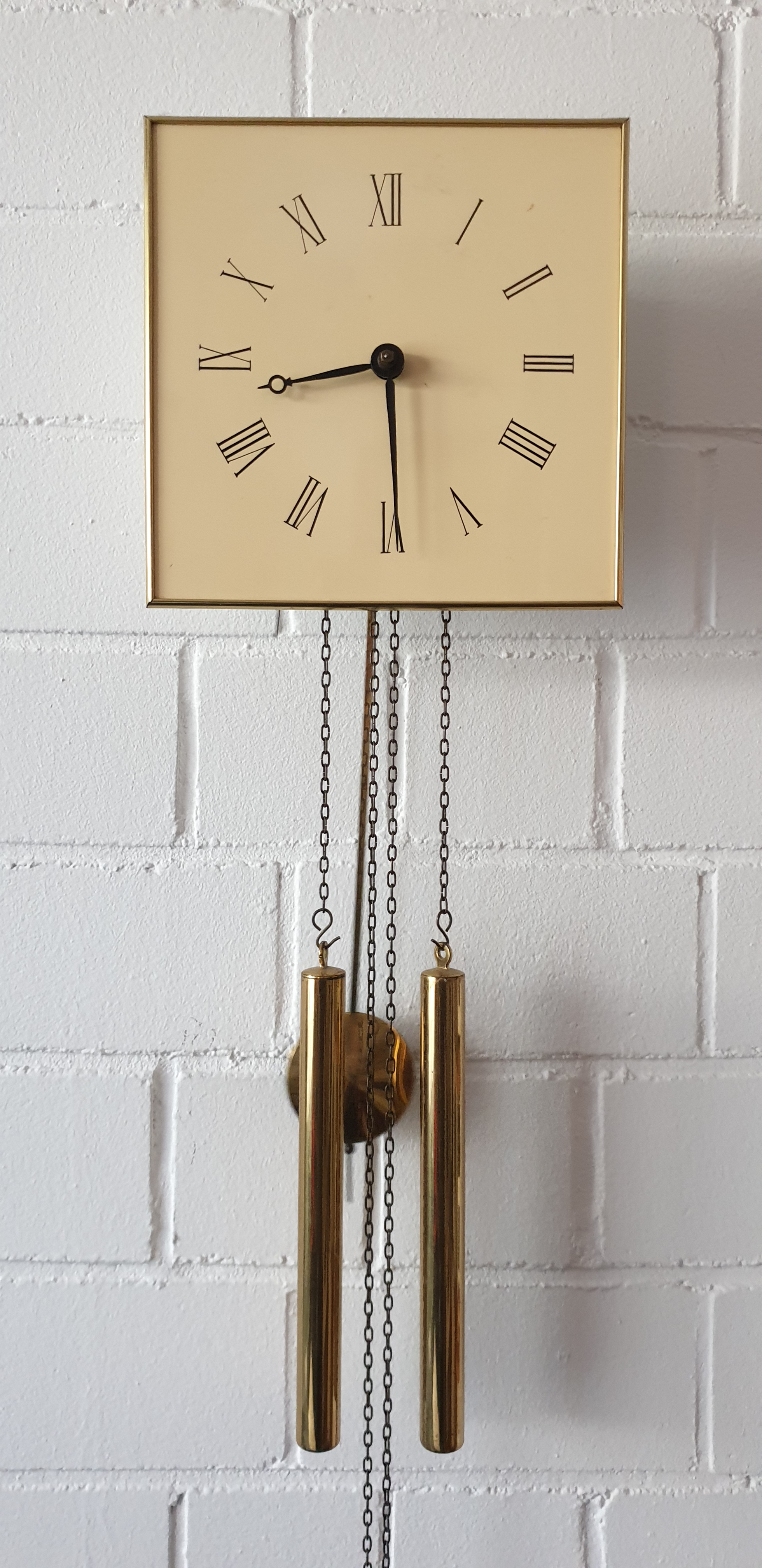
Horloge murale, conçue en 1910 par Heinrich Tessenow pour Deutsche Werkstätten

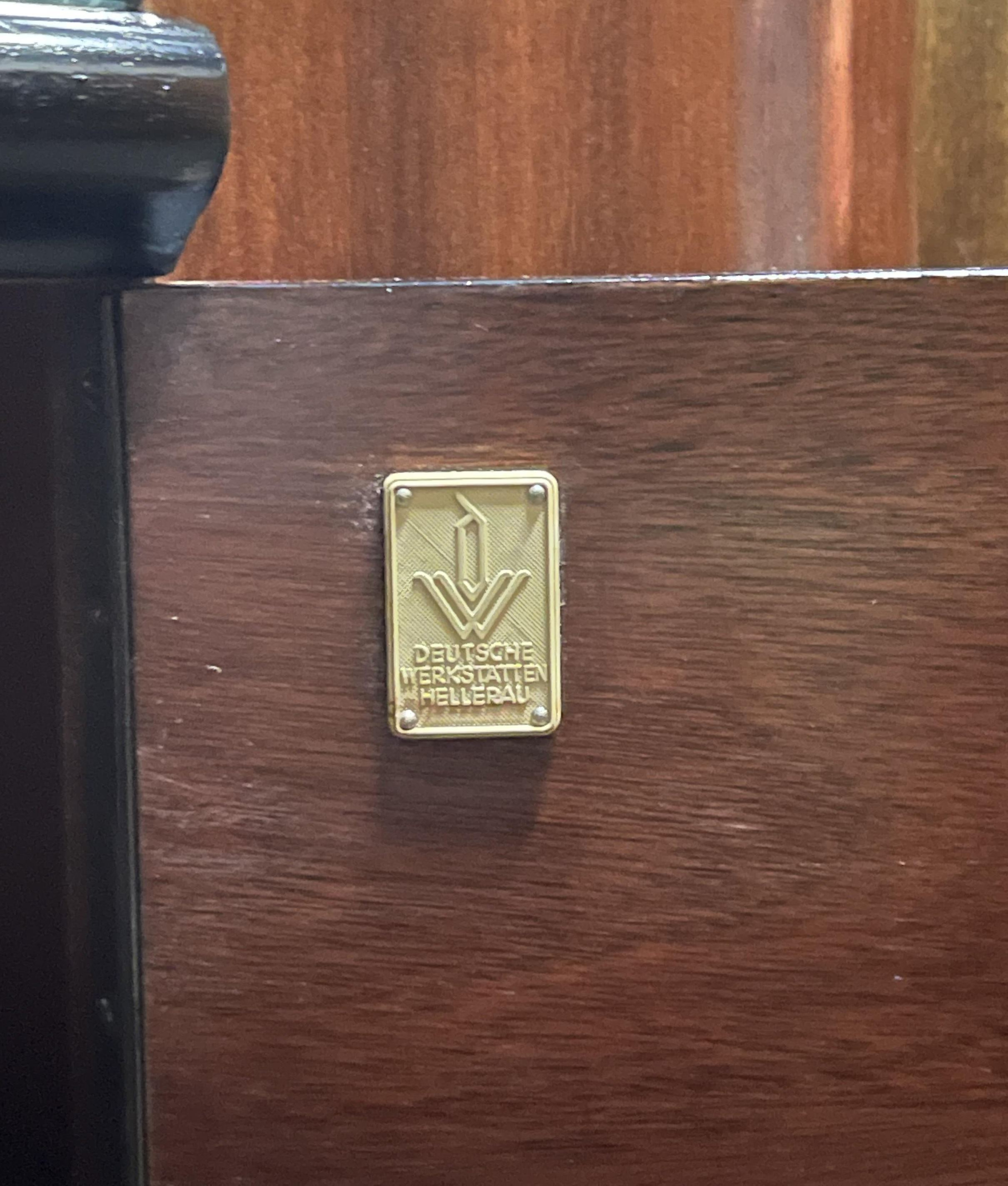
Deutsche Werkstätten Hellerau – signature à droite à l'intérieur d'un buffet

Dès 1898/1899, Karl Schmidt et Johann Vincenz Cissarz (de)  fabriquent une armoire avec de grands panneaux de contreplaqué. Ce matériau est ensuite utilisé pour le programme de meubles Die billige Wohnung, conçu par Adolf Gustav Schneck, à partir de 1925.  

#### La Seconde Guerre mondiale
Après le déclenchement de la guerre en 1939, les employés conscrits sont remplacés par des prisonniers de guerre et des travailleurs forcés français et soviétiques. Les ateliers produisent des armements, principalement des crosses de fusil et, à partir de 1944, des pièces d'avion pour l'avion Heinkel He 162 S.
En 1943, Karl Schmidt obtient le nom honorifique de Karl Schmidt-Hellerau.

### 1946–1990

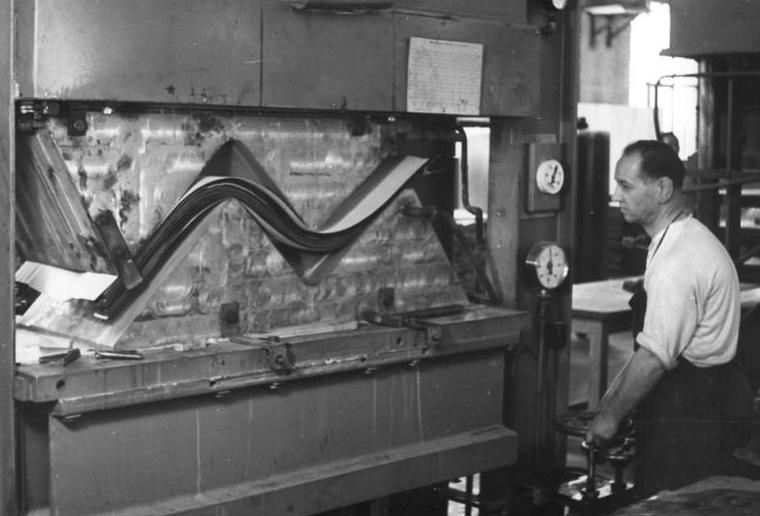
Presse à chaise, 1951

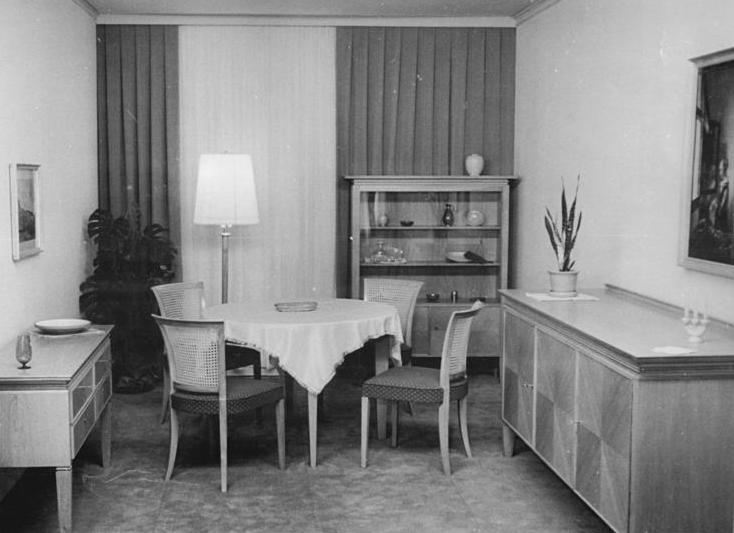
Salon du programme Die wachsende Wohnung, 1954

Les Deutsche Werkstätten Hellerau AG ayant contribué à l'industrie allemande de l'armement pendant la Seconde Guerre mondiale, l'usine doit contribuer aux indemnités de guerre et passe sous l'administration de l'État. La société par actions est dissoute en 1946. Karl Schmidt-Hellerau meurt en 1948 à Hellerau.   
La société est nationalisée le 1er janvier 1951 et devient VEB Möbelkombinat Hellerau. La gamme de meubles Wachsende Wohnung continue d'être produite et de nouvelles techniques développées, comme le formage sans copeaux du bois lamellé-collé et une méthode de production de panneaux de meubles pressés à partir de sciure et de copeaux de bois. À partir de 1967, les ateliers produisent en grande quantité la Gamme de meubles Deutsche Werkstätten (de) pendant 24 ans. À partir de 1970, Hellerau est l'usine principale du VEB Möbelkombinat Hellerau, qui comprend plusieurs entreprises de meubles de la République démocratique allemande, comme l'usine Eschebach (de) à Radeberg.
À l'époque de la République démocratique allemande, 80 charpentiers travaillent dans le département des produits sur mesure, construisant le Semperoper de Dresde, le Gewandhaus de Leipzig et des bâtiments gouvernementaux à Berlin-Est. 
L'entreprise survit à ces quarante ans de communisme malgré de multiples perturbations systémiques et réussit à préserver son identité unique malgré de fortes pressions institutionnelles en faveur du conformisme.

### Depuis 1991

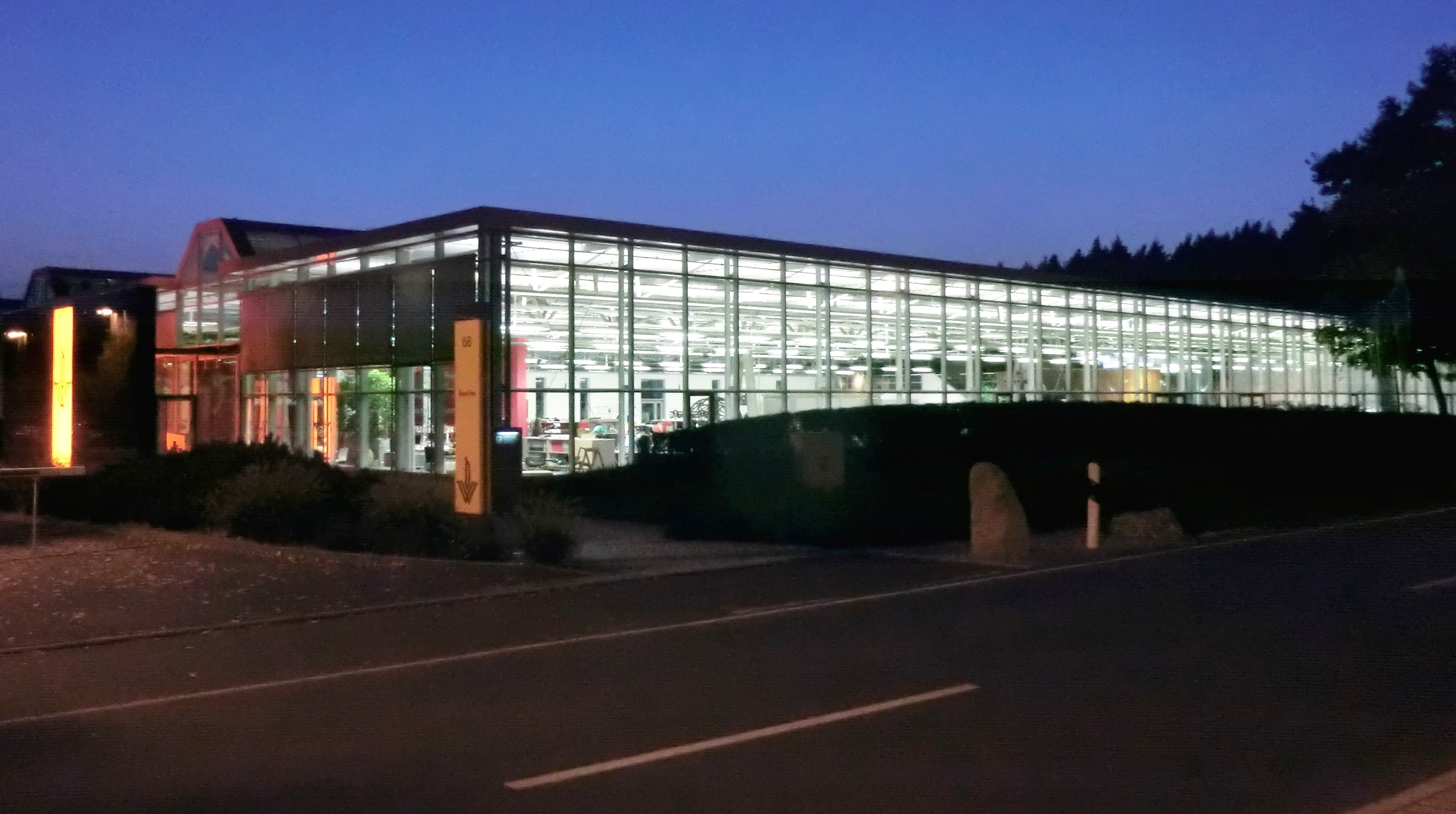
Depuis 2006, les bâtiments de production des Deutsche Werkstätten Hellerau GmbH sont situés en face de l'ancien complexe d'ateliers

Après la chute du mur de Berlin en 1991, l'entreprise DWH est transformée en société à responsabilité limitée (GmbH) et à nouveau privatisée en 1992 dans le cadre d'un rachat par la direction de la Treuhandanstalt. L'entrepreneur pharmaceutique ouest-allemand Fritz Straub (1943-) l'achète et se concentre sur l'aménagement intérieur individuel de haute qualité avec 80 employés, travaillant d'abord principalement dans le cadre de marchés publics. Less Deutsche Werkstätten Hellerau sont notamment en charge de l'agrandissement du bâtiment du Ministère des Affaires étrangères à Berlin, de la maison Willy Brandt et de la Dresdner Bank où ils innovent aussi bien dans les formes qu'avec des matériaux tels que le cuir, le métal, le parchemin et la pierre.
Les ateliers sont chargés en 1997 de l'aménagement intérieur de nouvelles rames du Metropolitan Express Train (de) avec l'architecte Meinhard von Gerkan, pour lequel ils utilisent bois de poirier, cuir noir et surfaces résistantes aux rayures. Le train de luxe est cependant rapidement abandonné pour manque de rentabilité,,. 
À partir de 2001, DWH assure l'aménagement intérieur de yachts pour des milliardaires de Russie, des États-Unis et des Émirats arabes unis, en collaboration avec le chantier naval Lürssen de Brême,.
Fin 2023, environ 450 personnes travaillent pour Deutsche Werkstätten Hellerau. La société possède une filiale en Russie et des bureaux à Moscou  et en Suisse, ainsi que des représentants au Royaume-Uni, en France et dans la région Asie-Pacifique. La production reste à Dresde-Hellerau, où ont lieu le développement, la construction, le rabotage, le ponçage et le vernissage – des bibliothèques en chêne pour des villas à Londres, des meubles pour la Tate Britain, l'aménagement intérieur d'un chalet à Saint-Moritz ou l'aménagement intérieur de l'appartement privé d'un galeriste parisien. Des demandes émanent également de Chine et Fritz Straub envisage  d'étendre l'activité des ateliers à l'aéronautique.
L'invasion de l'Ukraine par la Russie et les sanctions contre ce pays ont cependant mis un terme au marché russe et DWH annonce le licenciement de 100 personnes en 2024.

## Cité-jardin de Hellerau
Au cours de ses années de voyage en Angleterre, Karl Schmidt-Hellerau se familiarise avec le concept de cité-jardin. Il souhaite mettre en œuvre cette idée à Dresde comme un progrès social et une solution pour améliorer les conditions déplorables de logement des ouvriers,,. 
Il fonde le 4 juin 1908 l'association à but non lucratif Gartenstadt Hellerau GmbHavec l'architecte Richard Riemerschmid, l'homme politique Friedrich Naumann et Wolf Dohrn (de), secrétaire général des Deutsche Werstätte. « L'objectif de l'entreprise est la construction d'une cité-jardin dans les districts des communes de Klotzsche et de Rähnitz dans le but de créer et d'entretenir des logements et des lieux de travail sains, beaux et bon marché. ». L'association est chargée de l'acquisition et de la distribution des terrains, de la construction des bâtiments et de toutes les formalités liées à la location et au leasing à des conditions avantageuses. Une coopérative de construction Hellerau eGmbH est fondée séparément le 10 septembre 1908. 
Les plans de la cité sont dessinés par les architectes  Richard Riemerschmid, Herman Muthesius, Kurt Frick (de) et Heinrich Tessenow. La construciton commence par la rue Am Grünen Zipfel le 9 juin 1909. Une commission est constituée pour garantir le respect des normes sociales, hygiéniques et artistiques préalablement définies. Outre Richard Riemerschmid et Hermann Muthesius, on y trouve Theodor Fischer, Otto Gussmann, Adolf von Hildebrand et Fritz Schumacher. C'est finalement grâce à cette commission que Hellerau devient par la suite une sorte de colonie modèle, même si elle est pratiquement dissoute en 1913 avec le départ de plusieurs membres.

## Quelques réalisations

### Entre 1909 et 1945
- Salle de réception et espace religieux de la communauté catholique de Dresde - Klotzsche dans la Villa Harzer, Goethestraße 17, 1938

### Entre 1949 et 1990

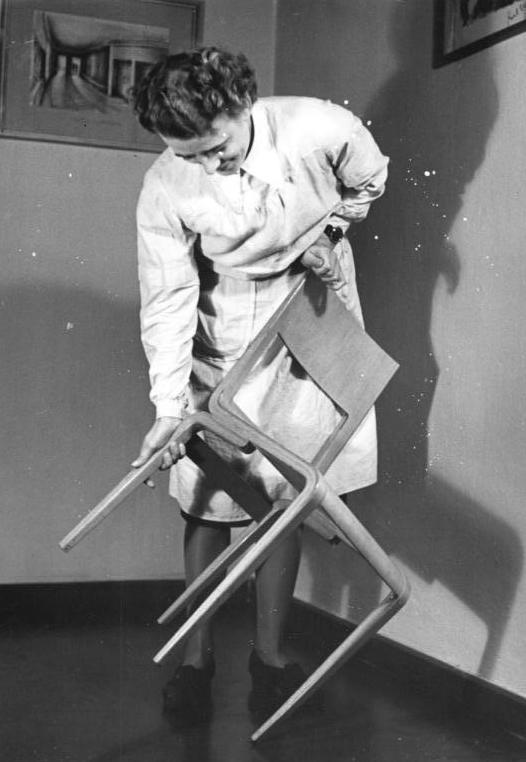
La chaise en bois Hellerau modèle 50642 d'Erich Menzel

- Production industrielle à grande échelle pour l'aménagement intérieur d'hôtels, d'universités, de théâtres.
- Aménagement individuel et design intérieur de haute qualité pour la Villa Meyer à Radebeul, un « exemple rare de villa d'entrepreneur de la RDA ».
- Série de coffrets typographiques 602 avec buffets et vitrines, conçue par le designer Bauhaus Franz Ehrlich.
- Chaise en contreplaqué modèle 50642, pressée à la vapeur en 29 couches de bois. En 2014, sa valeur de collection est estimée à 1200 euros[26].

L'entreprise est principalement active dans le domaine de l'aménagement intérieur de pièces et de bâtiments comme : 
- Hôtel de ville de Dresde (de)
- Bâtiment du Parlement du Land de Saxe
- Nouvelle Synagogue de Dresde (de)
- Le Château de Hambach
- La Frauenkirche de Dresde

## Designers et designeuses ayant travaillé pour Deutsche Werkstätten Hellerau
Karl Schmidt fait appel à des artiste de talent pour la conception de ses meubles. A l'époque, seuls des hommes travaillent dans le domaine du design et ont accès aux études artistiques. Karl Schmidt a cependant donné leur chance à plus de 50 créatrices. Elles sont employées aussi bien à la conception de meubles, que d'objets ménagers et de textiles,.
- Gertrud Kleinhempel
- Margarete Junge
- Marie von Geldern-Egmond
- Lisl Bertsch-Kampferseck (de)
- Ruth Hildegard Geyer-Raack
- Emmy Seyfried
- Else Wenz-Viëtor
- Karl Groß (de)
- Max Rose (de),
- Wilhelm Kreis,
- Erich Kleinhempel (de)
- August Endell,
- Otto Fischer,
- Otto Gussmann,
- Peter Behrens,
- Joseph Maria Olbrich,
- Mackay Hugh Baillie Scott
- Charles Rennie Mackintosh.

## Récompenses
- Trois médailles de bronze à l'Exposition universelle de 1900 à Paris
- Récompenses aux Expositions universelles de 1904 à Saint-Louis et de 1937 à Paris

## Archives et exposition
Les archives des Deutsche Werkstätten Hellerau, composées de contrats, de correspondance d'artistes, de dessins originaux - notamment ceux de Richard Riemerschmid, Heinrich Tessenow, Bruno Paul et Karl Bertsch - de procès-verbaux de conseils de surveillance et d'assemblées générales, de bilans, de rapports d'activité, de brevets, de catalogues et de brochures, de photos et d'images (plaques de verre, négatifs et diapositives) ... sont placées sous la protection du patrimoine culturel en tant qu'archives de valeur nationale. 
Au Musée des Arts Décoratifs de Dresde, l' exposition Deutsche Werkstätten Hellerau montre l'évolution de la production de meubles en série par la Deutsche Werkstätten depuis ses débuts en 1898 jusqu'aux années 1960.